# Prunus zippeliana
Prunus zippeliana är en rosväxtart som beskrevs av Friedrich Anton Wilhelm Miquel. Prunus zippeliana ingår i släktet prunusar, och familjen rosväxter. Utöver nominatformen finns också underarten P. z. zippeliana.

## Bildgalleri

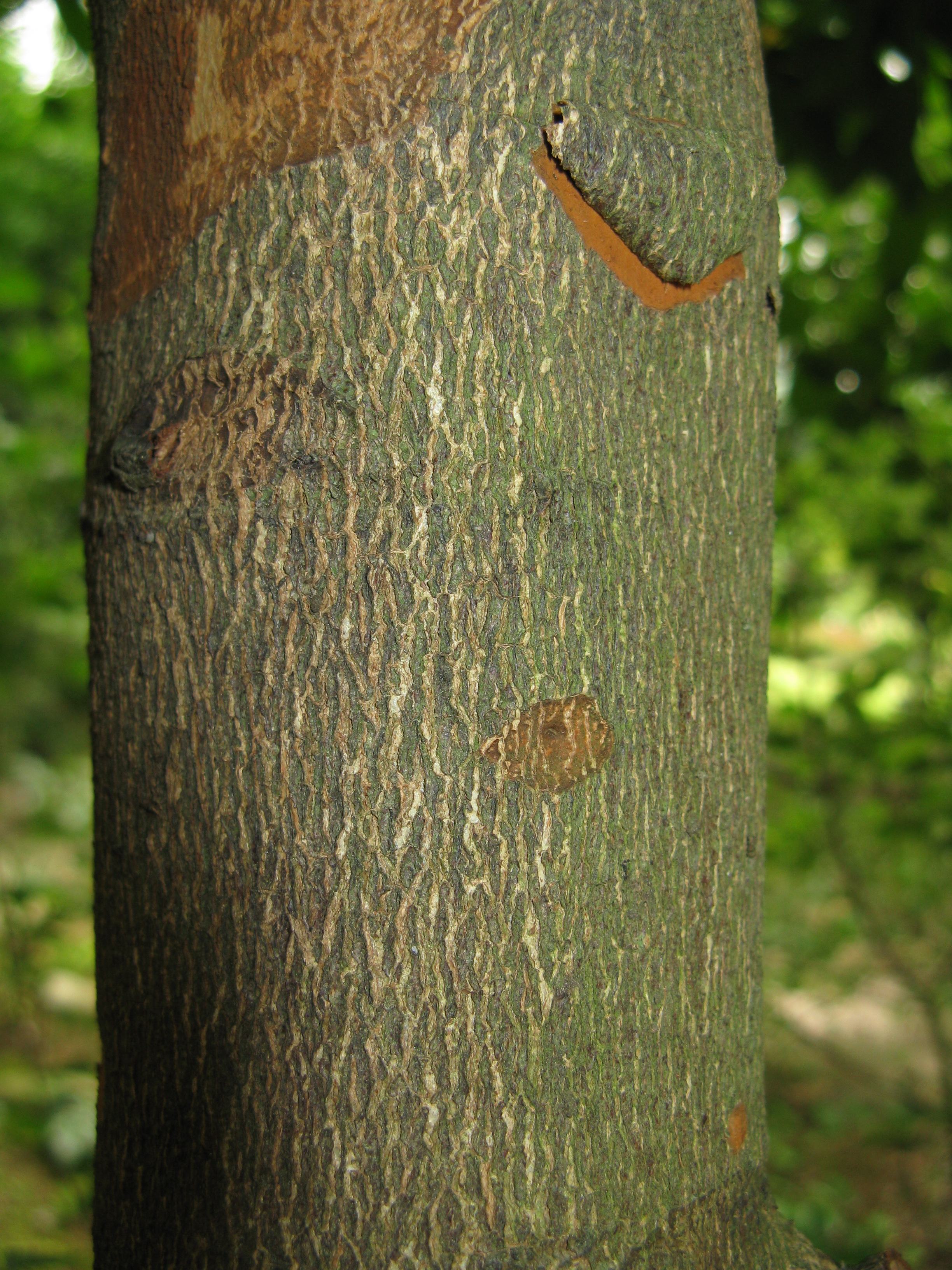
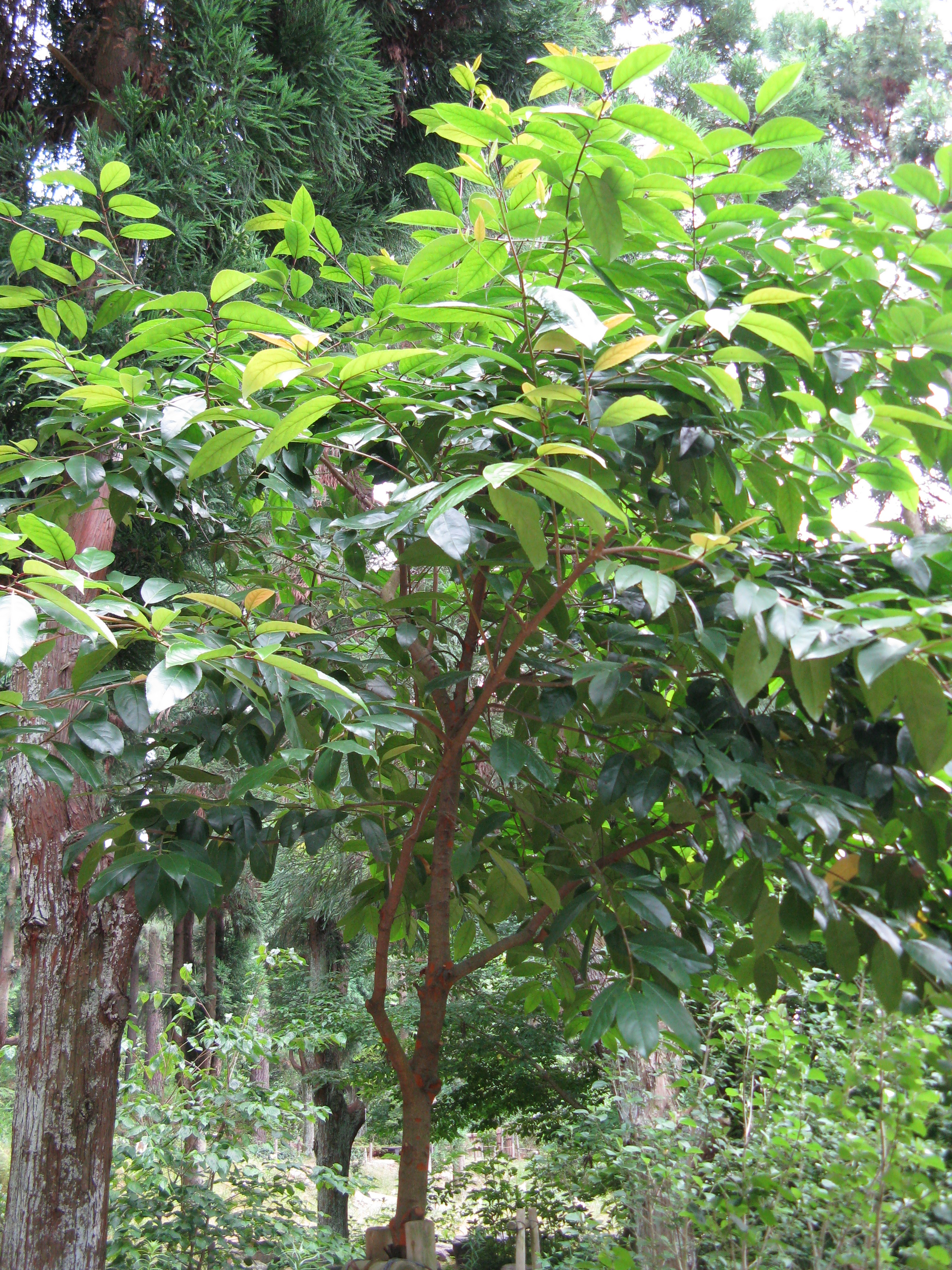
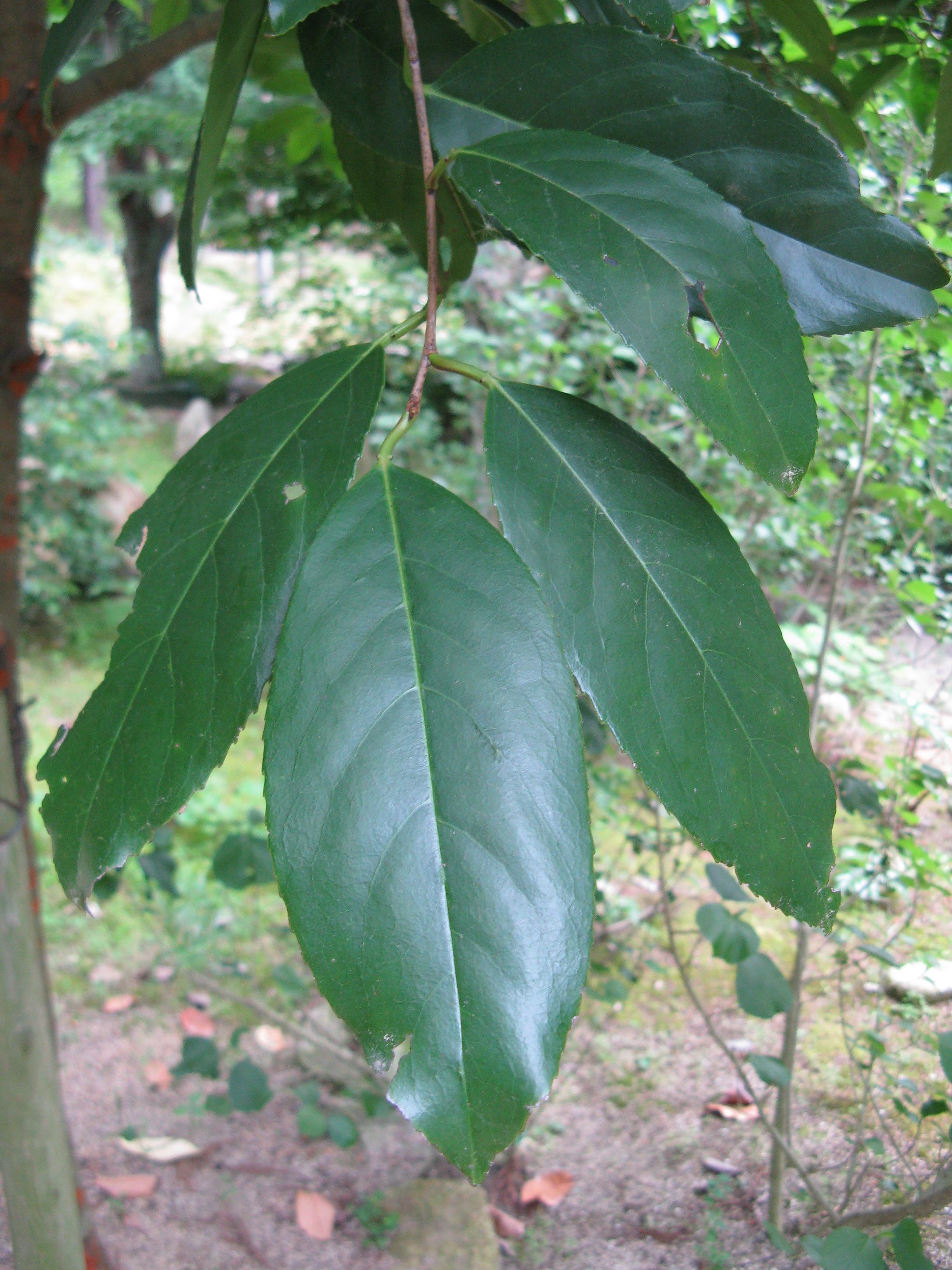